# Stephan Kunzelmann
Stephan Kunzelmann (* 22. November 1978 in Hannover) ist ein deutscher Schwimmer und Olympiateilnehmer. Er startete für die SGS Hannover.

## Deutsche Meisterschaften
- 50 m Freistil: 1997 Platz 3, 1998 Vizemeister, 2000 und 2001 jeweils Platz 3, 2002 MEISTER
- 50 m Freistil Kurzbahn: 1999 MEISTER, 1997, 1998, 2000 und 2002 jeweils Vizemeister
- 100 m Freistil: 2000 Platz 3, 2002 MEISTER
- 100 m Freistil Kurzbahn: 1999 MEISTER, 2000 Vizemeister

Im Jahr 2004 stellte Kunzelmann zwei deutsche Rekorde über 100 m Freistil auf: mit 49,07 s bzw. mit 47,82 s auf der Kurzbahn.

## Olympische Spiele
- 2000 in Sydney:
  - 50 m Freistil: In 23,08 s im Vorlauf ausgeschieden. Um unter die besten 16 zu kommen, hätte er unter 22,80 s schwimmen müssen.
  - 4 × 100-m-Freistilstaffel (Besetzung: Torsten Spanneberg, Christian Tröger, Stephan Kunzelmann, Stefan Herbst und Lars Conrad): Platz 4 in 3:17,77 min. Der Rückstand auf die drittplatzierten Brasilianer betrug 0,37 Sekunden.
- 2004 in Athen:
  - 100 m Freistil: In 50,98 s im Vorlauf ausgeschieden. Um sich für das Semifinale zu qualifizieren, wäre eine Zeit von mindestens 49,71 s erforderlich gewesen.
  - 4 × 100-m-Freistilstaffel (Besetzung: Lars Conrad, Stefan Herbst, Jens Schreiber, Torsten Spanneberg und Stephan Kunzelmann): Platz 8 in 3:17,18 min. Die Goldmedaille ging an Südafrika in der neuen Weltrekordzeit von 3:13,17 min.

## Europameisterschaften
- Kurzbahneuropameisterschaften 1998 in Sheffield:
  - GOLD mit der 4 × 50-m-Lagenstaffel (Besetzung: Thomas Rupprath, Mark Warnecke, Alexander Lüderitz und Stephan Kunzelmann) in 1:35,51 min zeitgleich mit Schweden und vor Großbritannien (Bronze in 1:36,11 min.)
  - BRONZE mit der 4 × 50-m-Freistilstaffel (Besetzung: Stephan Kunzelmann, Lars Conrad, Alexander Lüderitz und Carsten Dehmlow) in 1:28,01 min hinter den Niederlanden (Gold in 1:26,99 min) und Großbritannien (Silber in 1:27,74 min.)
- Kurzbahneuropameisterschaften 1999 in Lissabon:
  - SILBER mit der 4 × 50-m-Freistilstaffel (Besetzung: Mitja Zastrow, Alexander Lüderitz, Stephan Kunzelmann und Kai Hanschmann) in 1:27,76 min hinter Schweden (Gold in 1:27,12 min) und vor den Niederlanden (Bronze in 1:27,95 min.)
- Kurzbahneuropameisterschaften 2000 in Valencia:
  - SILBER mit der 4 × 50-m-Freistilstaffel (Besetzung: Thomas Winkler, Stephan Kunzelmann, Stefan Herbst und Sven Guske) in 1:27,81 min hinter Schweden (Gold in 1:27,52 min) und vor Großbritannien (Bronze in 1:28,18 min.)
- Europameisterschaften 2000 in Helsinki:
  - SILBER mit der 4 × 100-m-Freistilstaffel (Besetzung: Stefan Herbst, Lars Conrad, Christian Tröger und Stephan Kunzelmann) in 3:19,16 min hinter Russland (Gold in 3:18,75 min) und vor Frankreich (Bronze in 3:20,37 min.)
- Europameisterschaften 2002 in Berlin:
  - GOLD mit der 4 × 100-m-Freistilstaffel (Besetzung: Lars Conrad, Stefan Herbst, Torsten Spanneberg und Stephan Kunzelmann) in 3:17,67 min vor Schweden (Silber in 3:17,75 min) und Italien (Bronze in 3:18,20 min.)